# Макколл, Давина
Дави́на Люси́ Паска́ль Макко́лл-Ро́бертсон (англ. Davina Lucy Pascale McCall-Robertson; 16 октября 1967, Уимблдон, Юго-западный Лондон, Англия, Великобритания) — английская актриса, певица, телеведущая и журналистка.

## Ранние годы
Давина Люси Паскаль Макколл родилась 16 октября 1967 года в Уимблдоне (Юго-западный Лондон, Англия, Великобритания) в семье ныне разведённых Эндрю и Флоренс (Хенньон) Макколл. У неё была одна сестра, Кэролайн Бэдей, которая умерла от рака в августе 2012 года в 50-летнем возрасте.

## Карьера
Давина начала свою карьеру в качестве певицы ещё будучи школьницей. Ныне она также актриса, журналистка и телеведущая. Однажды гастролировала в качестве танцовщицы с Кайли Миноуг. С 6 апреля 2013 года по 5 мая 2013 года вела передачу Five Minutes to a Fortune. С 24 мая 2010 года по настоящее время, ведет передачу The Million Pound Drop Live.
В 2021—2022 годах выступала одной из судей в танцевальном шоу «Танцор в маске». 

## Личная жизнь
В 1997—1999 годах Давина была замужем за Эндрю Леггеттом. С 29 июня 2000 года Макколл замужем во второй раз за телеведущим Мэттью Робертсоном, от которого у неё есть трое детей: дочери Холли Уиллоу Робертсон (род. 22.09.2001) и Тилли Пиппи Робертсон (род. 23.09.2003), и сын Честер Микки Робертсон (род. 14.09.2006). В ноябре 2017 года супруги объявили о расставании после 17 лет брака.